# Liste der Abgeordneten zum Vorarlberger Landtag (XXVI. Gesetzgebungsperiode)
Diese Liste bietet einen Überblick über die Mitglieder des XXVI. Vorarlberger Landtags in der Legislaturperiode von 1994 bis 1999. Dem 26. Vorarlberger Landtag gehörten nach der Landtagswahl 1994 20 Abgeordnete der ÖVP, 7 der FPÖ, 6 der SPÖ und 3 Abgeordnete den Grünen an. Insgesamt wurden als Abgeordnete des Landtags während dessen Legislaturperiode 45 Personen vereidigt (durch Auswechslungen und Nachrücker).
Es bestand eine Regierungskoalition aus ÖVP und FPÖ, die über eine Mehrheit von 27 Abgeordneten verfügte. Zum Landtagspräsidenten wurde in der konstituierenden Sitzung des 26. Vorarlberger Landtags am 4. Oktober 1994 Siegfried Gasser von der ÖVP gewählt. Seine beiden Vizepräsidenten waren Günter Lampert (ÖVP) und Fritz Schuler (FPÖ).

## Funktionen

### Landtagsabgeordnete
| Name                     | Fraktion | Anmerkungen                                                                                                  |
| ------------------------ | -------- | --- |
| Alge Dietmar             | ÖVP      | |
| Amann Fritz              | FPÖ      | ab 9. Oktober 1996 für Irene Vogt                                                                            |
| Batlogg Helmut           | ÖVP      | ab 23. November 1994 für Landesrätin Elisabeth Gehrer                                                        |
| Beck Manfred             | FPÖ      | |
| Bereuter Irene           | ÖVP      | ab 23. November 1994 für Landesstatthalter Herbert Sausgruber                                                |
| Bischof Hans-Peter       | ÖVP      | Nach der Wahl in die Landesregierung auf die Ausübung des Mandats verzichtet                                 |
| Concin Adolf             | ÖVP      | ab 2. April 1997 für Martin Purtscher                                                                        |
| Dörler Manfred           | ÖVP      | ab 23. November 1994 für Landesrat Erich Schwärzler ab 2. April 1997 Klubobmann der ÖVP                      |
| Falschlunger Karl        | SPÖ      | bis 20. Jänner 1995, bis dahin auch SPÖ-Clubvorsitzender                                                     |
| Fend Otto                | ÖVP      | |
| Flinspach Brigitte       | GRÜNE    | |
| Fritz Ernst              | ÖVP      | ab 9. April 1997 für Landesrat Siegmund Stemer                                                               |
| Fußenegger Angelika      | SPÖ      | ab 1. Februar 1995 für Karl Falschlunger, seitdem auch SPÖ-Clubvorsitzende                                   |
| Gasser Siegfried         | ÖVP      | Landtagspräsident                                                                                            |
| Gehrer Elisabeth         | ÖVP      | Nach der Wahl in die Landesregierung auf die Ausübung des Mandats verzichtet                                 |
| Gorbach Hubert           | FPÖ      | Nach der Wahl in die Landesregierung auf die Ausübung des Mandats verzichtet                                 |
| Hagen Ernst              | FPÖ      | |
| Häfele Arnulf            | SPÖ      | |
| Holzer Otmar             | ÖVP      | |
| Hörl Christian           | GRÜNE    | Klubobmann der Grünen                                                                                        |
| Karg Werner              | FPÖ      | |
| Keckeis Günther          | SPÖ      | |
| Kohler Hans              | ÖVP      | |
| Kornexl Walter           | ÖVP      | |
| Ladurner Oliver          | ÖVP      | |
| Lampert Günter           | ÖVP      | 1. Landtagsvizepräsident                                                                                     |
| Lederhos Marion          | ÖVP      | |
| Lingg Walter             | ÖVP      | ab 23. November 1994 für Landesrat Hans-Peter Bischof                                                        |
| Neyer Siegfried          | FPÖ      | ab 23. November 1994 für Abgeordneten zum Nationalrat Ewald Stadler ab Eintritt Klubobmann der FPÖ           |
| Nosko Gerald             | ÖVP      | bis 29. Jänner 1996                                                                                          |
| Purtscher Martin         | ÖVP      | bis 31. März 1997                                                                                            |
| Reis Monika              | ÖVP      | ab 31. Jänner 1996 für Gerald Nosko                                                                          |
| Sausgruber Herbert       | ÖVP      | Nach der Wahl in die Landesregierung auf die Ausübung des Mandats verzichtet                                 |
| Schröckenfuchs Gottfried | ÖVP      | ab 20. Oktober 1999                                                                                          |
| Schuler Fritz            | FPÖ      | 2. Landtagsvizepräsident                                                                                     |
| Schwärzler Erich         | ÖVP      | Nach der Wahl in die Landesregierung auf die Ausübung des Mandats verzichtet                                 |
| Simma Kaspar Ignaz       | GRÜNE    | |
| Sprenger Liv             | ÖVP      | |
| Stadler Johann Ewald     | FPÖ      | bis zur Wahl zum Abgeordneten zum Nationalrat am 31. Oktober 1994 bis dahin auch FPÖ-Klubobmann              |
| Stemer Siegmund          | ÖVP      | Nach der Wahl in die Landesregierung mit Wirkung vom 8. Oktober 1999 auf die Ausübung des Mandats verzichtet |
| Türtscher Josef          | ÖVP      | |
| Vogt Irene               | FPÖ      | bis 30. September 1996                                                                                       |
| Wieser Hildtraud         | FPÖ      | ab 23. November 1994 für Landesrat Hubert Gorbach                                                            |
| Zechner Gerhard          | SPÖ      | |
| Zimmermann Helmut        | SPÖ      | |